# Distretto di Okoyo
Okoyo è un distretto della Repubblica del Congo, che fa parte del dipartimento di Cuvette-Ovest. È composto dal centro abitato omonimo e dall'area rurale circostante.